# 福田平馬
福田平馬（ふくだ へいま、生没年不詳）は、幕末期の幕臣。天然理心流。
近藤周助の門人となる。
神奈川奉行所に勤めていたが、文久3年（1863年）に天然理心流4代目近藤勇（後の新選組局長）が浪士組として上洛することになると、江戸の道場試衛館の世話役の一人になった。
戊辰戦争が勃発し、近藤勇が流山で新政府軍に出頭すると、副長土方歳三とも相談して、勝海舟へ近藤の助命嘆願を行う。
維新後は、駿河に移り住んだ。